# 중완

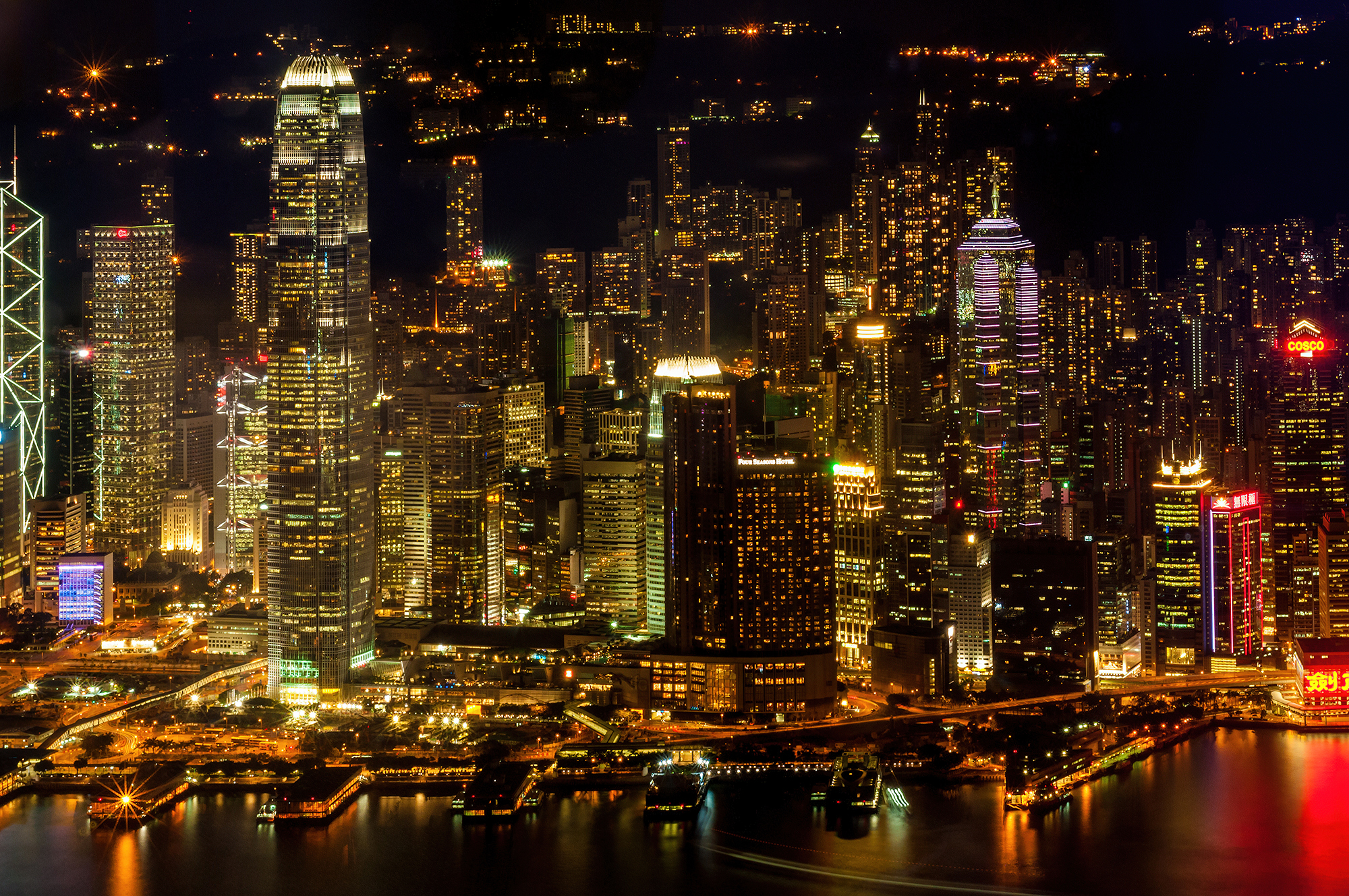
짐사저이에서 바라본 중완의 야경

중완(중국어: 中環, 병음: Zhōng huán 중환[*]), 혹은 센트럴(영어: Central)은 홍콩의 홍콩섬 북부의 한 지역이다. 중완은 홍콩의 핵심 상업지구이며, 많은 다국적 금융기관의 본부가 있다. 또, 많은 나라의 총영사관과 영사관이 이 지역의 정부산(政府山, 광둥어 발음은 '징부산')에 모여 있다. 행정 구역상으로는 중시 구에 속한다.
빅토리아항에 근접하고 있어, 1841년의 영국 식민지 시대 초기부터 무역과 금융 활동의 중심으로서의 역할을 했고, 1997년의 중화인민공화국으로의 홍콩 이양 후에는 행정상의 중심으로서의 역할을 담당하고 있다. 센트럴은 홍콩에서 일찍부터 번창한 빅토리아 시티의 중심지였다.

## 기본정보
'중완' (中環, 중환)이라는 말은 홍콩섬이 영국 식민지가 되었을 당시, 상환 (上環), 서환 (西環), 하환 (下環) 등과 함께 빅토리아 시를 나누던 일종의 행정구역인 '사환규약' (四環九約) 중 하나로 붙여진 명칭이다. 영어 지명인 '센트럴' (Central)은 1980년대 초 홍콩 지하철 공도 선 개통을 앞두고 중완 역의 영어명칭을 '센트럴'로 번역하여 붙인 이후로 정착화된, 비교적 얼마되지 않은 지명이다. 일부 고지도에서는 지금의 빅토리아 피크 근처에 '관다이로'(羣帶路, 군대로)라고 표기해 놓기도 하였으며, 짐사저이와 함께 '중문' (中門)을 이루며 남중국 연안의 주요 항구로 기능하였다. 중완의 동쪽 지역은 1980년대 감중 역 (애드미럴티 역)이 완공된 이후 감중 (애드미럴티)란 이름으로 불리게 되었다.
중완은 홍콩섬 북부 연안에 자리잡고 있으며, 가우룽의 최남단 지역인 짐사저이와는 빅토리아항을 사이에 두고 마주보고 있다, 서쪽으로는 성완 (上環)을 마주하며 애버딘 가가 그 경계를 이룬다. 동쪽으로는 감중 (金鐘, 애드미럴티)와 마주하며 중완에 있는 중심업무지구가 동쪽으로 확장된 업무지구라 할 수 있다. 그 때문에 감중은 가끔씩 중완의 일부로 보기도 한다. 남쪽으로는 빅토리아 피크의 산등성이를 절반 정도 차지하고 있는 반산구 (半山區)와 접한다. 중완과 반산구 간의 경계는 명확하게 정해져 있는 것은 아니다.
행정구역상으로는 중사이 구 (中西區, 중서구)에 속하며 구의회 선거에서는 감중과 함께 '중완' 선거구를 이룬다. 선거구의 경계는 매 선거마다 조정되곤 한다.

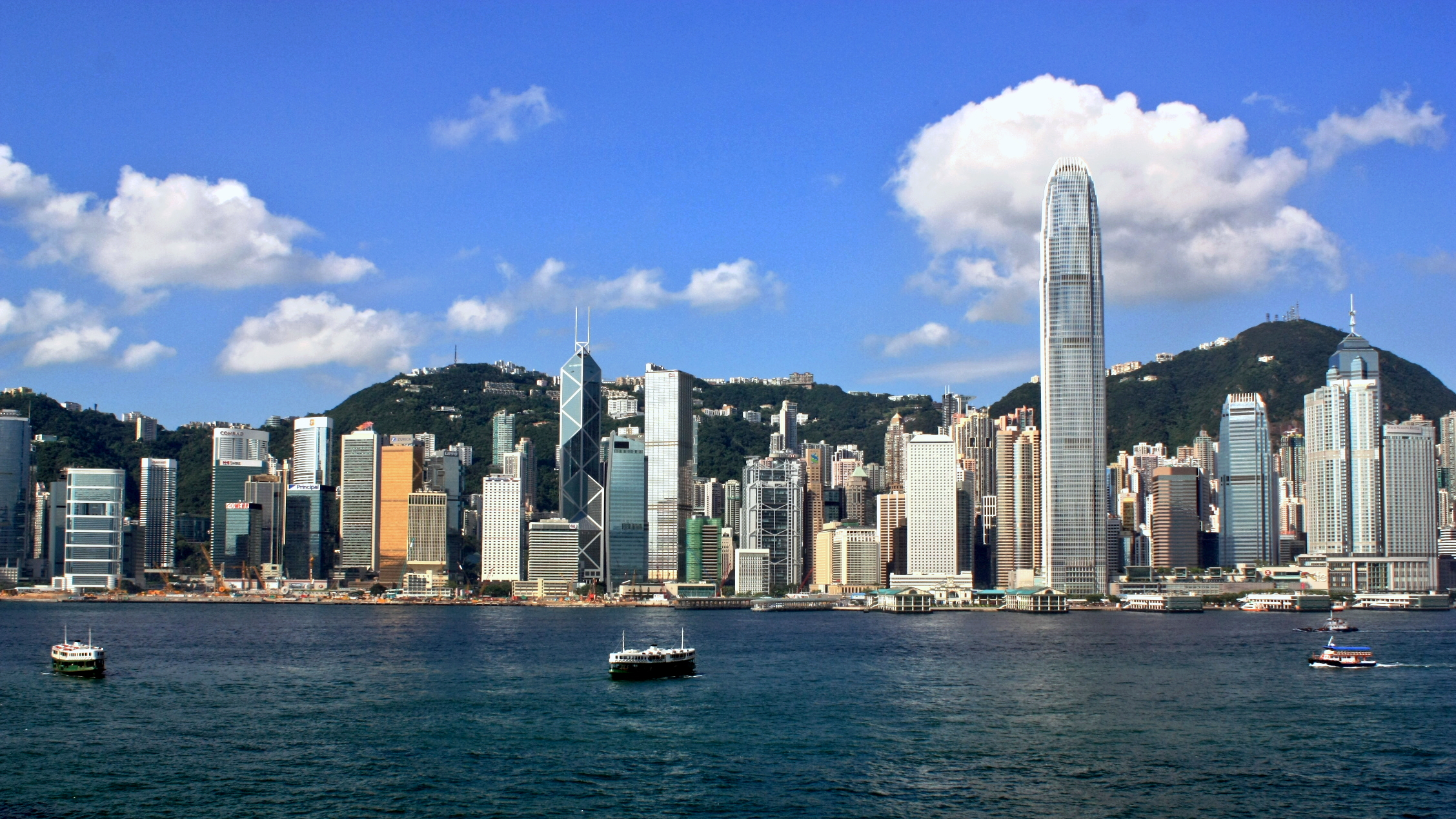
중완의 스카이라인
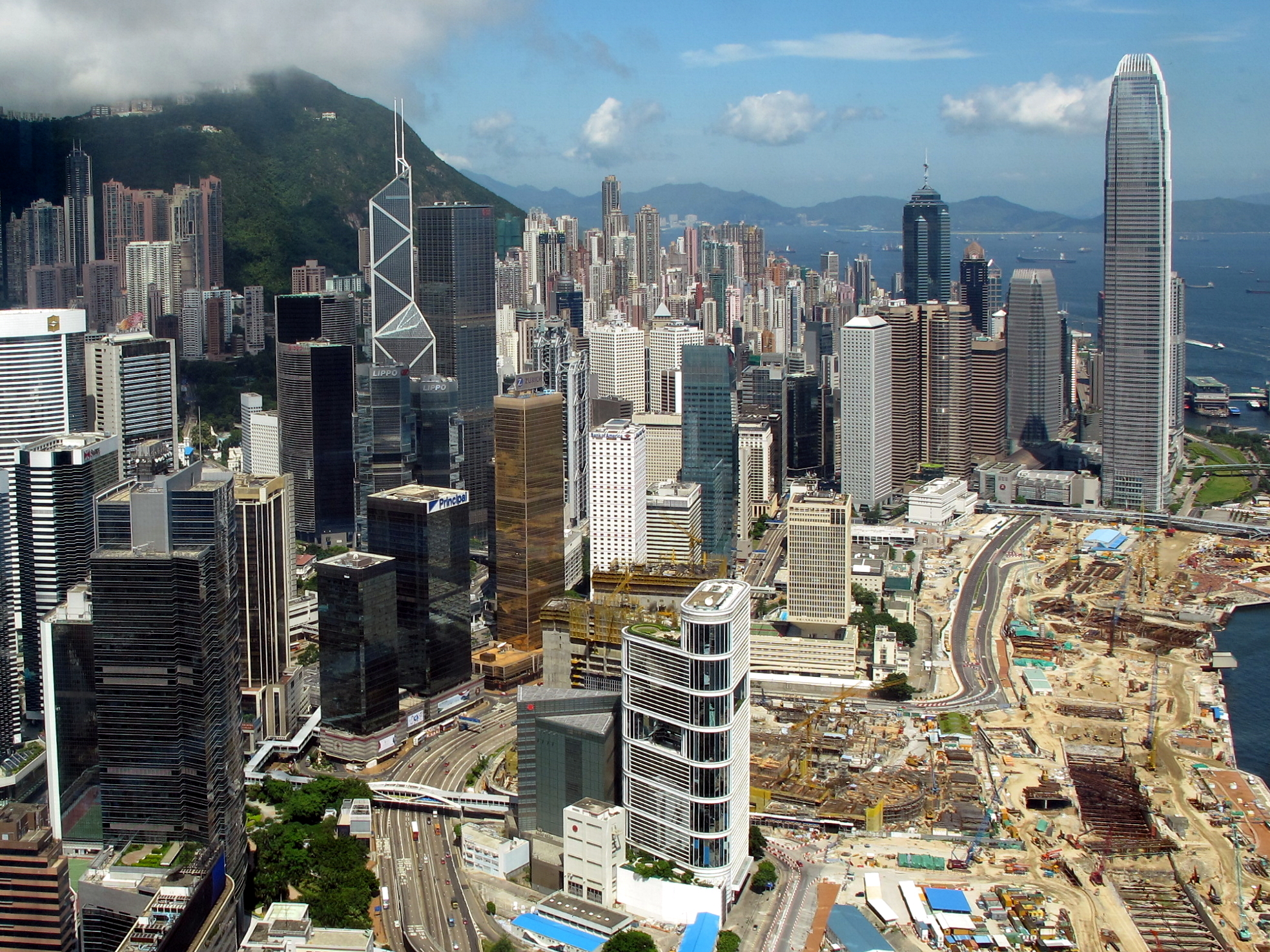
중완과 감중, 간척지의 모습 (2010년)
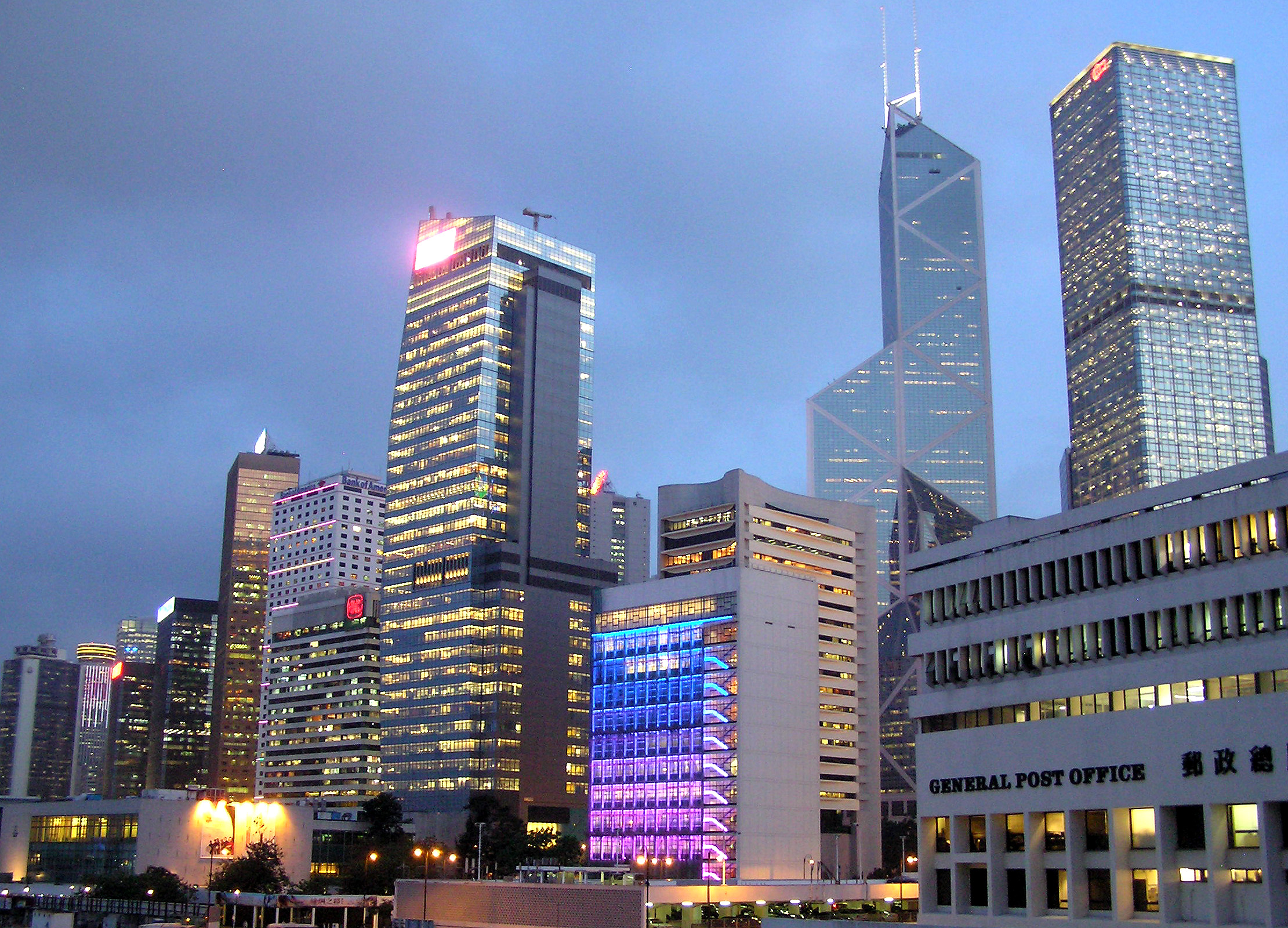
중완에 자리한 우편총국과 홍콩 대회당, 주변 금융빌딩

## 역사

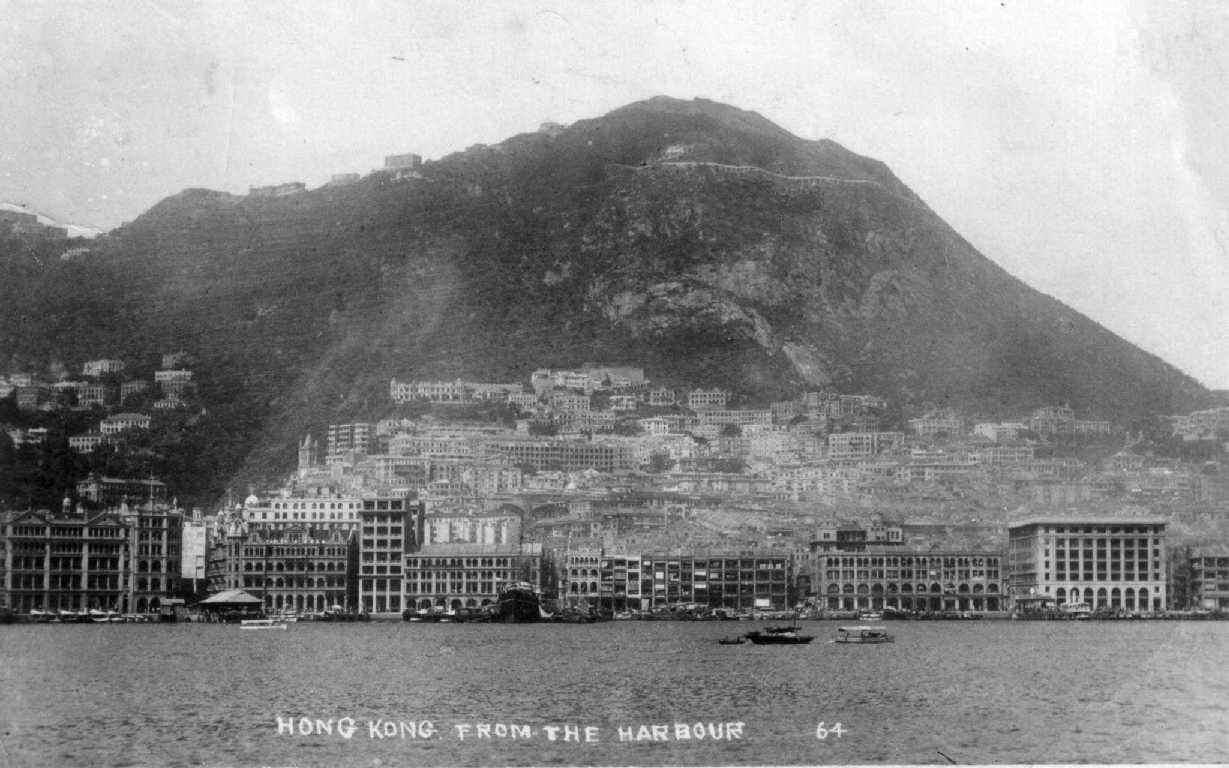
1920년대 무렵 중완 앞바다 풍경.

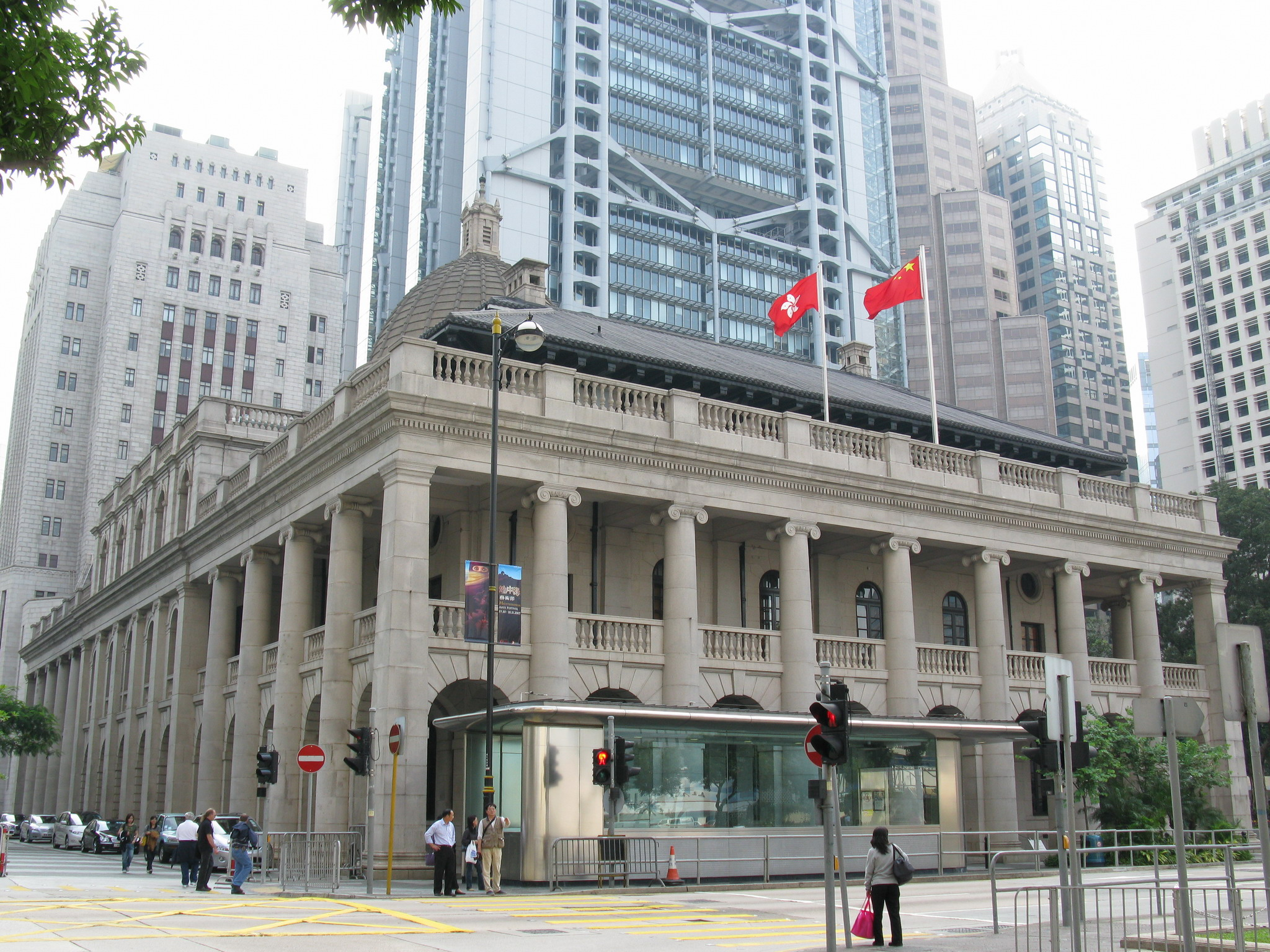
1912년에 완공된 종심법원대루. 1985년부터 2011년까지는 홍콩 입법회의 의사당으로 쓰였으며, 영화 <영웅본색>의 촬영지로도 유명하다.

1841년 영국군이 처음으로 상환의 수항구 (水坑口)에 발을 내디뎠다. 이들은 홍콩 섬 북부 연안에 시가지를 건설하기로 결정하고, 오늘날 중완 일대를 주요 군시설과 행정청사 부지로 삼았다. 이후 서양인과 중국인이 무역과 거주를 위해 이 일대에 몰려들기 시작하였고 1842년에는 코크레인 가와 그레이엄 가 사이에 '캔턴 바자르' (지금의 홍콩 중앙시장)을 형성하였다. 그러나 머지않아 중국인들은 성완 일대에만 살도록 제한하고, 이들 구역은 서양인 거주 전용구역이 되었다. 중완에는 서양 양식을 띄고 위생시설을 갖춘 서양식 건물이 속속 들어섰으며, 이른바 빅토리아 시티의 영역이 거의 대부분을 잠식하고 있었다. 중완 지역에 인구가 몰리면서 홍콩 전체 인구도 증가해, 1841년에는 5,000명 수준이던 인구가 1848년에는 24,000명으로 급격히 늘었다. 이 시기 정부산 (政府山) 인근에는 홍콩 예빈부를 비롯한 홍콩 총독부 건물들이 들어섰다. 또 영국군 막사, 해군기지, 총사령부, 국기게양소 등의 군시설도 중완 동쪽 끝에 건설됐다. 1860년부터 1880년대까지는 시청, 왕립극장, 금융시설 등이 들어서면서 중완은 명실상부한 홍콩의 중심지가 되었다.
1904년에는 폴 차터 경과 제임스 존스턴 케스윅 등의 주도로 진행된 프라바 간척계획 사업으로, 중완 앞바다를 메꿔 약 59에이커 (약 0.24km2)에 달하는 간척지가 생겨났다. 1920년대에 접어들면서부터는 중완을 통한 수상무역의 성황으로, 홍콩이 경제적 발전을 이룩해나가는 발판이 되어주었다. 1970년대부터 1980년대는 중완의 전성기로서 각 은행 본사를 비롯한 고층빌딩이 여럿 들어서기 시작하였다. 또 금융시장의 부흥과 더불어 홍콩의 상업활동 대부분이 이곳 중완에서 이뤄졌으며, 홍콩 사람들은 이곳에서 일하는 것을 자랑스레 여겼을 정도였다. 다만 이미 지을 대로 지어버린 중완의 땅이 얼마 남지 않은 반면 수요는 아직도 높은 상황에서 사무실 임대료가 치솟기 시작하자, 각 회사들은 홍콩 섬내 다른 지역으로 이전하기 시작했고 그 결과 성완, 감중, 완자이 등의 지역이 대신 발전하기 시작하였다. 그럼에도 불구하고 중완은 아직까지도 홍콩 금융시장의 심장부로서 상업활동이 활발히 이뤄지고 있다.
수십년 전만 해도 중완 부근의 영국 군시설은 계속해서 남아있었지만, 1980년대 군시설 철수를 계기로 수차례에 걸친 재개발 작업이 이뤄졌다. 지금은 홍콩 공원 내 국기게양소 (Flagstaff House) 정도만 남았으며, 이곳 역시 홍콩 다기문물관으로 쓰이고 있다. HSBC 홍콩 본부 구역내에는 홍콩 대회당이 새로 세워지고, 홍콩 제일의 도로인 퀸스 로드가 이곳을 지나가며, 금융구역 역시 항만을 따라 간척지까지 확장하는 등 발전을 지속하고 있다.

## 기후
| Hong Kong Park (2011–2020) Extremes (2008–present) Sunshine hours (2017–2021)의 기후 | Hong Kong Park (2011–2020) Extremes (2008–present) Sunshine hours (2017–2021)의 기후 | Hong Kong Park (2011–2020) Extremes (2008–present) Sunshine hours (2017–2021)의 기후 | Hong Kong Park (2011–2020) Extremes (2008–present) Sunshine hours (2017–2021)의 기후 | Hong Kong Park (2011–2020) Extremes (2008–present) Sunshine hours (2017–2021)의 기후 | Hong Kong Park (2011–2020) Extremes (2008–present) Sunshine hours (2017–2021)의 기후 | Hong Kong Park (2011–2020) Extremes (2008–present) Sunshine hours (2017–2021)의 기후 | Hong Kong Park (2011–2020) Extremes (2008–present) Sunshine hours (2017–2021)의 기후 | Hong Kong Park (2011–2020) Extremes (2008–present) Sunshine hours (2017–2021)의 기후 | Hong Kong Park (2011–2020) Extremes (2008–present) Sunshine hours (2017–2021)의 기후 | Hong Kong Park (2011–2020) Extremes (2008–present) Sunshine hours (2017–2021)의 기후 | Hong Kong Park (2011–2020) Extremes (2008–present) Sunshine hours (2017–2021)의 기후 | Hong Kong Park (2011–2020) Extremes (2008–present) Sunshine hours (2017–2021)의 기후 | Hong Kong Park (2011–2020) Extremes (2008–present) Sunshine hours (2017–2021)의 기후 |
| 월                                                                                   | 1월                                                                                  | 2월                                                                                  | 3월                                                                                  | 4월                                                                                  | 5월                                                                                  | 6월                                                                                  | 7월                                                                                  | 8월                                                                                  | 9월                                                                                  | 10월                                                                                 | 11월                                                                                 | 12월                                                                                 | 연간                                                                                 |
| ------------------------------------------------------------------------------------ | ------------------------------------------------------------------------------------ | ------------------------------------------------------------------------------------ | ------------------------------------------------------------------------------------ | ------------------------------------------------------------------------------------ | ------------------------------------------------------------------------------------ | ------------------------------------------------------------------------------------ | ------------------------------------------------------------------------------------ | ------------------------------------------------------------------------------------ | ------------------------------------------------------------------------------------ | ------------------------------------------------------------------------------------ | ------------------------------------------------------------------------------------ | ------------------------------------------------------------------------------------ | ------------------------------------------------------------------------------------ |
| 역대 최고 기온 °C (°F)                                                               | 28.4 (83.1)                                                                          | 27.9 (82.2)                                                                          | 30.9 (87.6)                                                                          | 32.3 (90.1)                                                                          | 35.8 (96.4)                                                                          | 34.8 (94.6)                                                                          | 36.0 (96.8)                                                                          | 36.1 (97.0)                                                                          | 35.8 (96.4)                                                                          | 34.2 (93.6)                                                                          | 32.0 (89.6)                                                                          | 29.0 (84.2)                                                                          | 36.1 (97.0)                                                                          |
| 월평균 최고 기온 °C (°F)                                                             | 25.3 (77.5)                                                                          | 26.4 (79.5)                                                                          | 28.3 (82.9)                                                                          | 30.4 (86.7)                                                                          | 33.2 (91.8)                                                                          | 34.1 (93.4)                                                                          | 34.8 (94.6)                                                                          | 35.2 (95.4)                                                                          | 34.2 (93.6)                                                                          | 32.1 (89.8)                                                                          | 29.6 (85.3)                                                                          | 26.4 (79.5)                                                                          | 35.5 (95.9)                                                                          |
| 일평균 최고 기온 °C (°F)                                                             | 19.6 (67.3)                                                                          | 20.0 (68.0)                                                                          | 22.3 (72.1)                                                                          | 25.8 (78.4)                                                                          | 29.0 (84.2)                                                                          | 31.2 (88.2)                                                                          | 31.8 (89.2)                                                                          | 31.8 (89.2)                                                                          | 31.0 (87.8)                                                                          | 28.6 (83.5)                                                                          | 25.5 (77.9)                                                                          | 21.1 (70.0)                                                                          | 26.5 (79.7)                                                                          |
| 일일 평균 기온 °C (°F)                                                               | 16.5 (61.7)                                                                          | 17.0 (62.6)                                                                          | 19.4 (66.9)                                                                          | 22.9 (73.2)                                                                          | 26.4 (79.5)                                                                          | 28.5 (83.3)                                                                          | 28.7 (83.7)                                                                          | 28.6 (83.5)                                                                          | 27.8 (82.0)                                                                          | 25.6 (78.1)                                                                          | 22.7 (72.9)                                                                          | 18.0 (64.4)                                                                          | 23.5 (74.3)                                                                          |
| 일평균 최저 기온 °C (°F)                                                             | 14.3 (57.7)                                                                          | 14.9 (58.8)                                                                          | 17.3 (63.1)                                                                          | 20.8 (69.4)                                                                          | 24.4 (75.9)                                                                          | 26.5 (79.7)                                                                          | 26.5 (79.7)                                                                          | 26.2 (79.2)                                                                          | 25.6 (78.1)                                                                          | 23.4 (74.1)                                                                          | 20.7 (69.3)                                                                          | 15.7 (60.3)                                                                          | 21.4 (70.5)                                                                          |
| 월평균 최저 기온 °C (°F)                                                             | 8.8 (47.8)                                                                           | 9.8 (49.6)                                                                           | 12.8 (55.0)                                                                          | 16.6 (61.9)                                                                          | 20.3 (68.5)                                                                          | 23.7 (74.7)                                                                          | 24.2 (75.6)                                                                          | 23.7 (74.7)                                                                          | 23.5 (74.3)                                                                          | 19.9 (67.8)                                                                          | 15.6 (60.1)                                                                          | 9.7 (49.5)                                                                           | 7.9 (46.2)                                                                           |
| 역대 최저 기온 °C (°F)                                                               | 2.9 (37.2)                                                                           | 6.7 (44.1)                                                                           | 8.4 (47.1)                                                                           | 13.6 (56.5)                                                                          | 16.7 (62.1)                                                                          | 20.3 (68.5)                                                                          | 22.2 (72.0)                                                                          | 22.6 (72.7)                                                                          | 22.2 (72.0)                                                                          | 15.0 (59.0)                                                                          | 10.0 (50.0)                                                                          | 5.8 (42.4)                                                                           | 2.9 (37.2)                                                                           |
| 평균 월간 일조시간                                                                   | 157.8                                                                                | 136.6                                                                                | 141.3                                                                                | 149.9                                                                                | 159.7                                                                                | 146.0                                                                                | 202.2                                                                                | 163.6                                                                                | 197.4                                                                                | 198.7                                                                                | 182.6                                                                                | 168.0                                                                                | 2,003.8                                                                              |
| 출처: Hong Kong Observatory                                                          |                                                                                      |                                                                                      |                                                                                      |                                                                                      |                                                                                      |                                                                                      |                                                                                      |                                                                                      |                                                                                      |                                                                                      |                                                                                      |                                                                                      |                                                                                      |

## 명소
금융시설
- 센트럴 퀸스 로드 9번지
- AIA 센트럴
- 알렉산드라 하우스
- 뱅크 오브 아메리카 타워
- 중국은행 타워
- 센트럴 빌딩
- 차터 하우스
- 청공 센터
- 시티뱅크 플라자
- CITIC 타워
- 엔터테인먼트 빌딩
- 익스체인지 스퀘어 (홍콩 금융거래소)
- 홍콩 클럽 빌딩
- 홍콩 무역거래소
- HSBC 메인 빌딩
- 허치슨 하우스
- 만이 빌딩
- 프린스 빌딩
- 세인트존스 빌딩
- 스탠더드 차터드 은행 빌딩
- 더 차터
- 더 센트리움
- 더 랜드마크

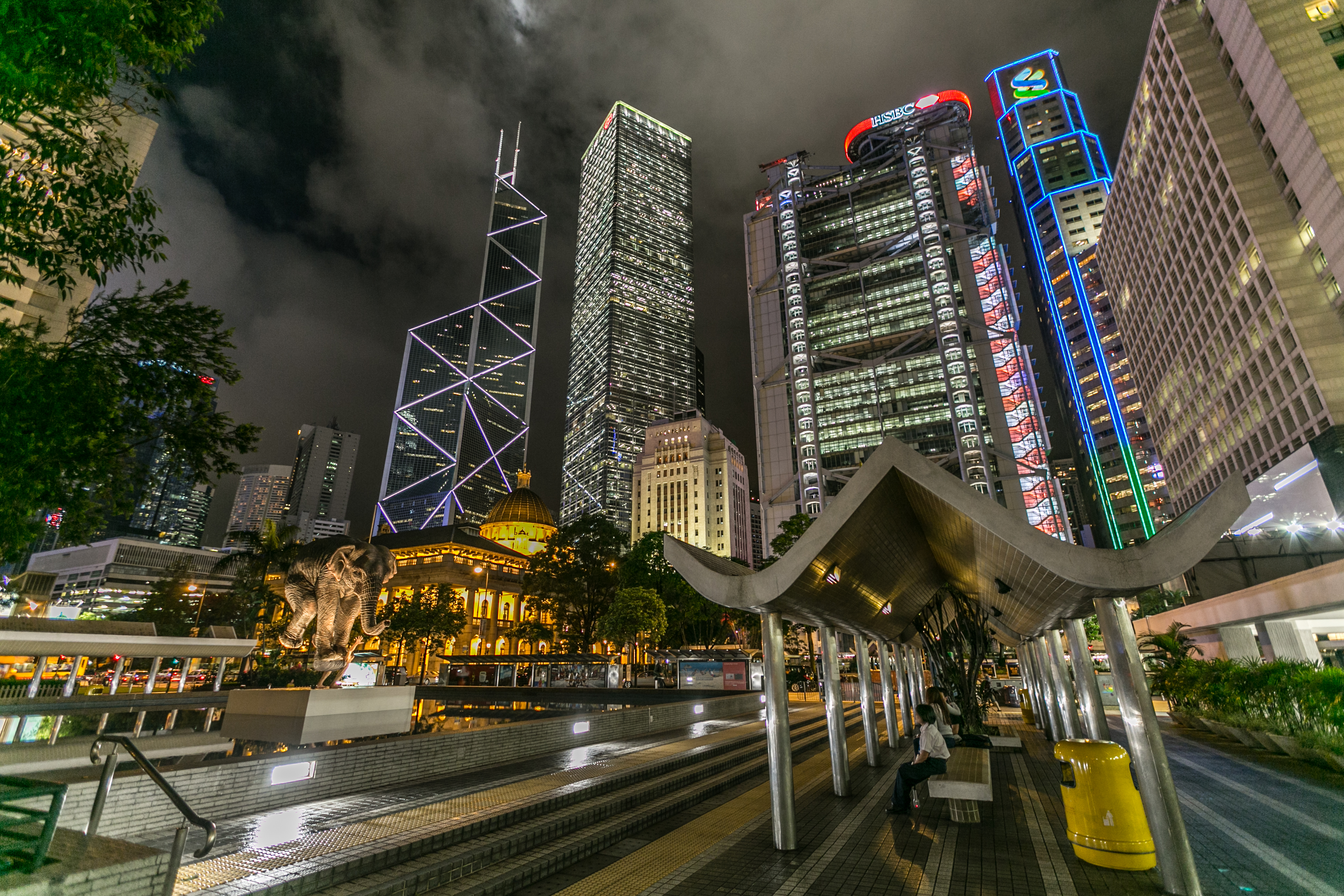
스태츄 광장의 야경. 왼쪽에서 오른쪽으로 중국은행 타워, HSBC 메인 빌딩, 스탠다드 차터드 은행 빌딩, 프린스 빌딩

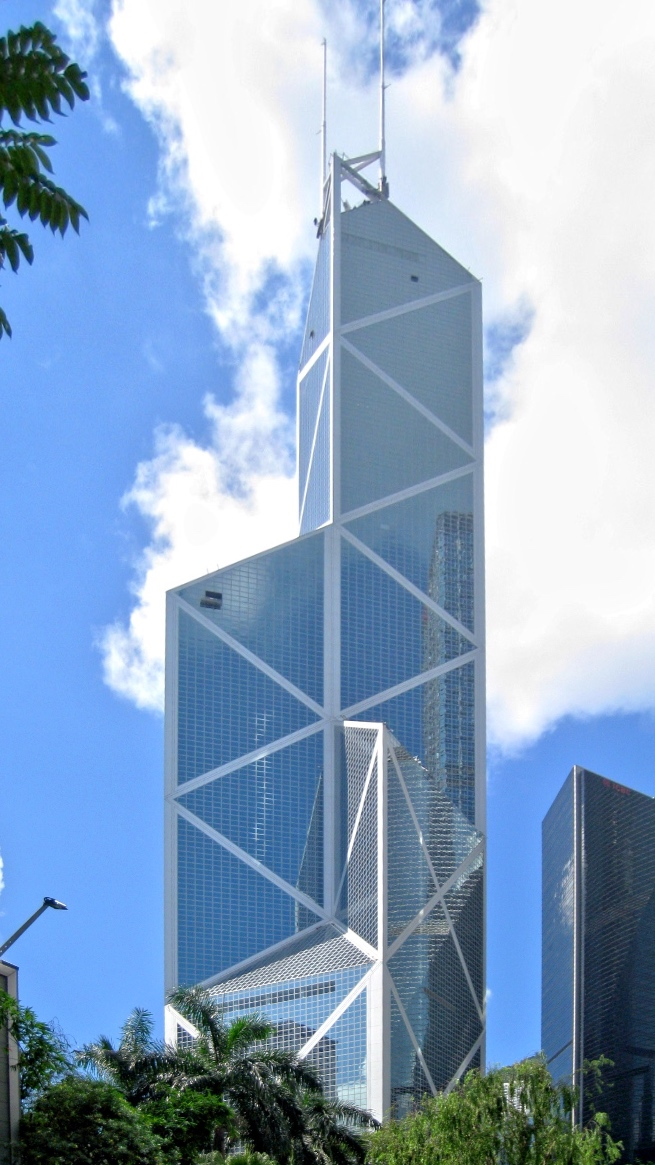
중국은행 타워

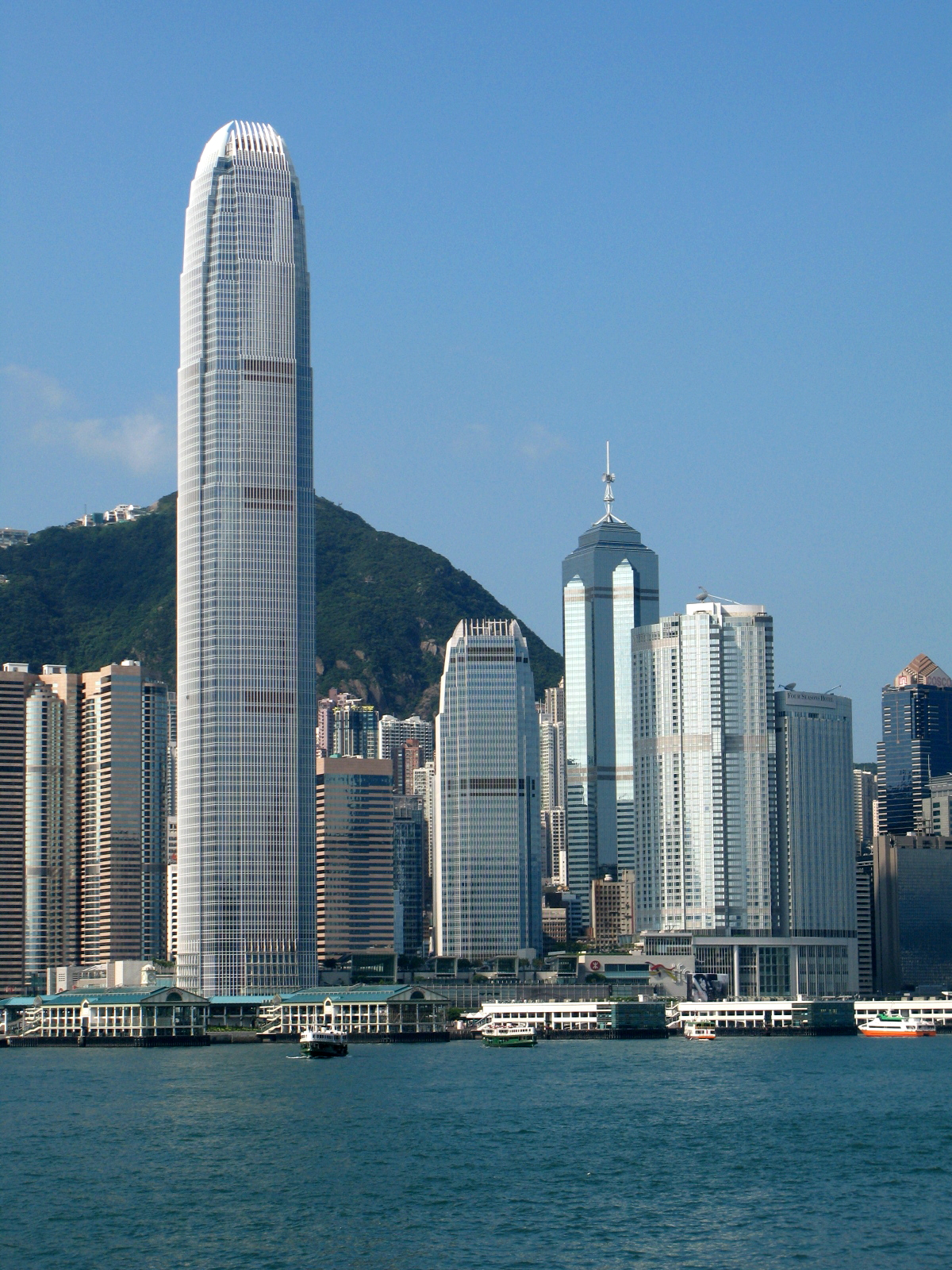
홍콩 국제금융센터

- 홍콩 국제금융센터 - 홍콩 최고층 건물

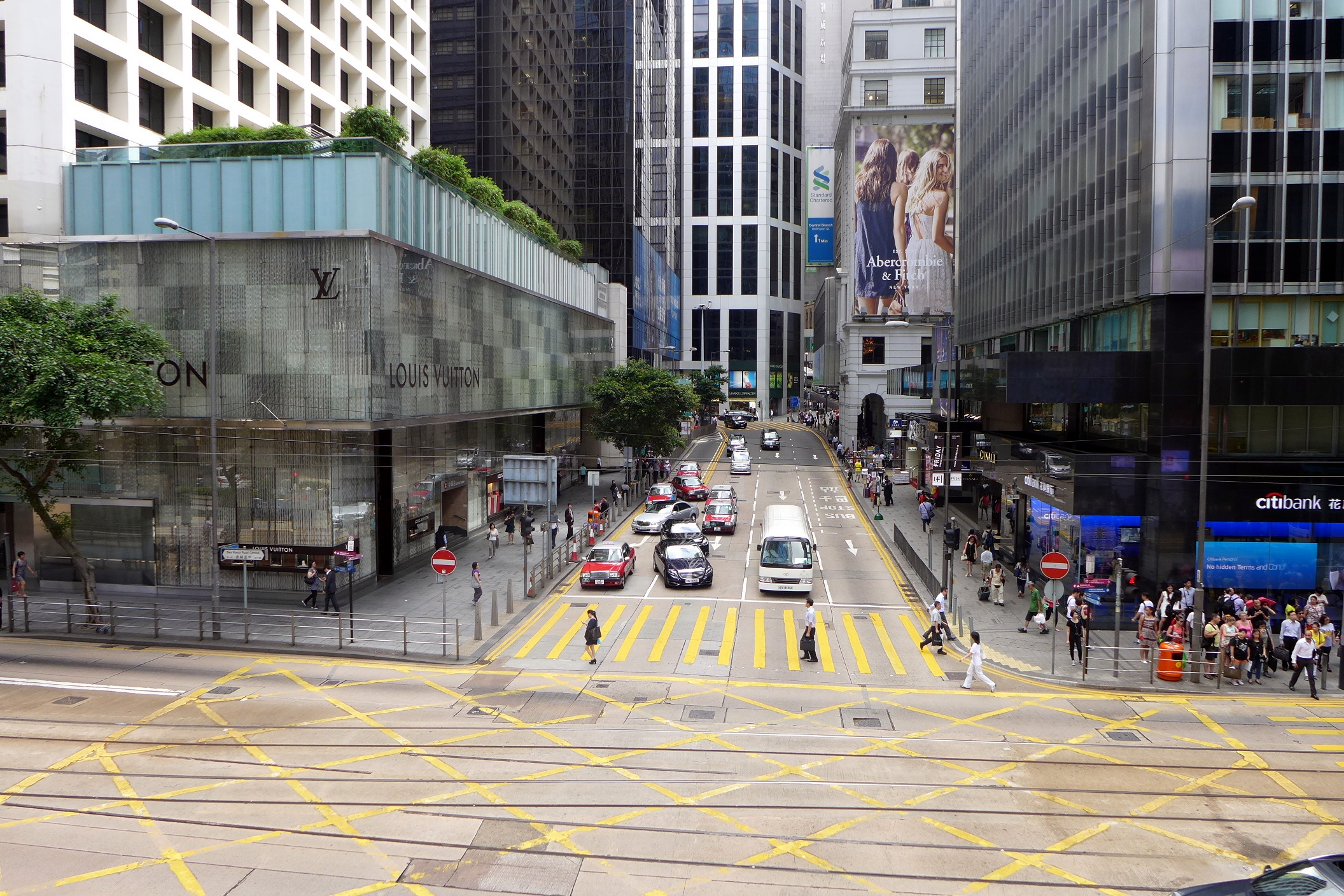
페더 로

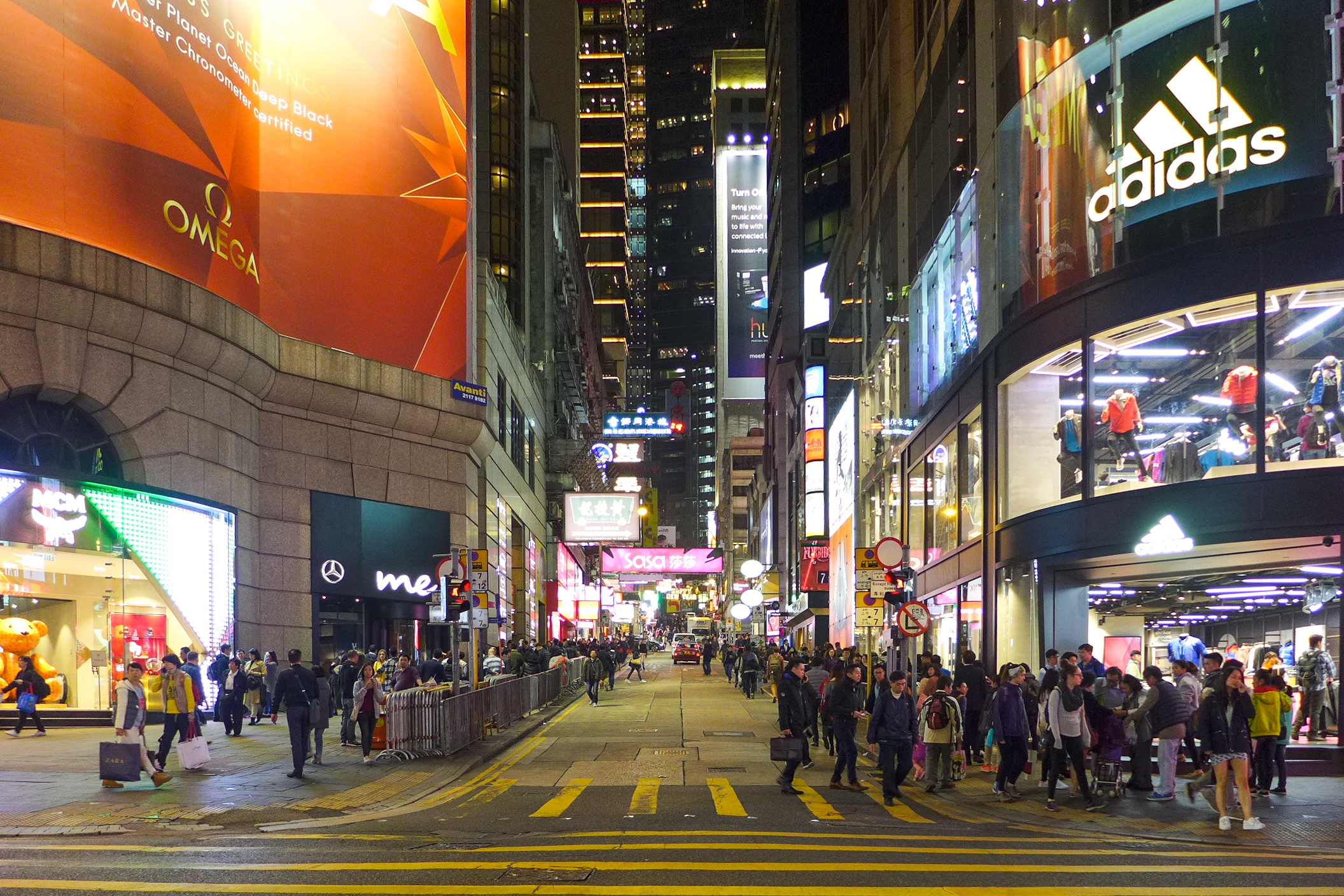
댕귈라 거리와 퀸스 로의 교차로

- 휘록 하우스
- 윙온 하우스
- 월드와이드 하우스

거리와 광장
- 애버딘 가
- 차터 로
- 코크레인 가
- 댕귈라 가
- 애딘버러 광장
- 가든 로
- 그레이엄 가
- 할리우드 로
- 아이스하우스 가
- 로어앨버트 로
- 올드베일리 가
- 온란 가
- 페더 가
- 필 가
- 포팅어 가
- 퀸스 로
- 퀸 빅토리아 로
- 퀸스웨이 (감중)
- 스탠리 가
- 스태츄 광장
- 스테이블리 가
- 웰링턴 가

그 외
- 정부총부
- 입법회 종합 빌딩
- 홍콩 대회당
- 차터 공원
- 홍콩 중앙시장
- 란과이퐁
- 소호
- 홍콩해사박물관